# Ona i On
Ona i On je studiové album polské zpěvačky a skladatelky Sylwie Grzeszczak a rapera Libera (vlastním jménem Marcin Piotrowski). Vyšlo 21. listopadu 2008 v hudebním vydavatelství My Music. Obsahuje 13 písní, z nichž byly postupně zveřejněny tři singly „Nowe szanse”, „Co z nami będzie” a „Mijamy się”.

## Seznam skladeb
| Pořadí         | Název              | Hudba                              | Text              | Délka |
| -------------- | ------------------ | ---------------------------------- | ----------------- | ----- |
| 1.             | Ona i On           | Bartosz Zielony                    | Marcin Piotrowski | 3:56  |
| 2.             | Nowe szanse        | Bartosz Zielony                    | Marcin Piotrowski | 3:55  |
| 3.             | Żyje się raz       | Dominik Grabowski                  | Marcin Piotrowski | 3:37  |
| 4.             | Idę w ciemno       | Bartosz Zielony, Kuba Mańkowski    | Marcin Piotrowski | 3:35  |
| 5.             | Nasza baśń         | Kuba Mańkowski                     | Marcin Piotrowski | 4:44  |
| 6.             | Co z nami będzie   | Bartosz Zielony, Sylwia Grzeszczak | Marcin Piotrowski | 3:14  |
| 7.             | Wojna damsko-męska | Artur Kamiński                     | Marcin Piotrowski | 3:22  |
| 8.             | Bogini             | Bartosz Zielony, Maciej Zarębski   | Marcin Piotrowski | 3:31  |
| 9.             | 180 stopni         | Krzysztof Bączek                   | Marcin Piotrowski | 3:50  |
| 10.            | Mijamy się         | Krzysztof Bączek                   | Marcin Piotrowski | 3:58  |
| 11.            | Czerń i biel       | Dominik Grabowski, Maciej Zarębski | Marcin Piotrowski | 4:03  |
| 12.            | Głośna samotność   | Krzysztof Bączek                   | Marcin Piotrowski | 4:37  |
| 13.            | O niej i o nim     | Bartosz Zielony                    | Marcin Piotrowski | 4:03  |
| Celková délka: | Celková délka:     | Celková délka:                     | Celková délka:    | 50:25 |

## Obsazení
- Sylwia Grzeszczak – zpěv
- Liber (Marcin Piotrowski) – rap
- Dominika Dołżyńska, Karolina Nowotczyńska – housle
- Dawid Szmatuła – klavír
- Kuba Mańkowski – kytara
- Marek Szymański – violoncello
- Joanna Koziorowska – flétna